# Pula, Croația
Pula (în italiană Pola, venetă Poła, istriotă Puola, slovenă Pulj) este un oraș în cantonul Istria, Croația, având o populație de 57.460 de locuitori (2011). Este o renumită stațiune heliomarină și un important centru turistic, cunoscut pentru climatul său moderat, apele domoale, natura bine conservată dar și pentru bogatul patrimoniu istoric și cultural. Orașul are o lungă tradiție în producerea vinului, prepararea peștelui, construcția de vapoare și turism. Pola a fost de asemenea centrul administrativ al Istriei în Roma Antică.
Orașul este în mod oficial bilingv, pe lângă limba croată fiind recunoscută ca limbă oficială și italiana.
Orașul este foarte bine cunoscut pentru multele sale clădiri ce au supraviețuit din perioada romană, dintre care amfiteatrul din secolul I, denumit la nivel local Arena. Arena este unul dintre cele mai bine conservate amfiteatre din antichitate, fiind folosit și astăzi în timpul festivalurilor de film din vară. Alte două structuri notabile și bine păstrate sunt arcul de triumf din secolul I, Arcul Sergius și templul zeului Apollo construit în onoarea împăratului roman din secolul I, Cezar Augustus. Mai este posibilă plimbarea prin vechile străzi înguste, cu pavaj roman, ale orașului, în care, s-au construit clădiri medievale și renascentiste.

## Istorie
Prima locuire permanentă a orașului este datată în 500 î.Hr. Colonizarea romană semnificativă a început în secolul I î.Hr. În timpul romanilor, orașul purta numele Pietas Iulia. Mai târziu, orașul a intrat sub dominația ostrogoților, francilor și venețienilor. Istoria orașului a continuat să reflecte amplasarea și importanța sa, la fel ca cea a regiunii, în redesenarea granițelor europene.
În perioada medievală Pola face parte din Republica Venețiană. În 1797, Pula și Istria au devenit parte a Imperiului Austriac (între 1809 și 1813 sunt temporar anexate de Imperiul Francez). În această perioadă imensul port natural al orașului a devenit principala bază navală a Austriei și un important centru în manufactura vapoarelor. Insula Mali Lošinj de la sud de Pula a devenit o stațiune de vacanță pentru familia imperială Habsburg a Austriei. După prăbușirea Austro-Ungariei în 1918, Pula împreună cu întreaga Istrie a devenit parte din Italia.
La sfârșitul celui de Al Doilea Război Mondial orașul a fost ocupat de Iugoslavia. În 1947, în conformitate cu prevederile Tratatului de la Paris, orașul, ca și restul Istriei, a fost atribuit Iugoslaviei. Cea mai mare parte a populației italiene a orașului, circa 30.000 de persoane, s-au refugiat în Italia.
După prăbușirea Iugoslaviei, Pula și Istria au devenit părți ale Croației moderne. Ca o reparație istorică, limbii italiane i-a fost recunoscut statutul de limbă oficială a orașului, alături de croată.
Ca rezultat al bogatei sale istorii politice, Pula este un oraș cu un amestec cultural de popoare și limbi, din Mediterană și Europa Centrală, antice și contemporane. Arhitectura orașului reflectă aceste straturi de istorie care s-au lăsat peste oraș. Locuitorii vorbesc fluent limbile străine, în special italiana,  germana și engleza.

## Demografie
Componența etnică a orașului Pula
     Croați (70,14%)
     Sârbi (6,01%)
     Italieni (4,43%)
     Bosniaci (3,5%)
     Albanezi (1,05%)
     Necunoscut (2,26%)
     Neclasificat (11,13%)
Componența confesională a orașului Pula
     Catolici (64,46%)
     Fără religie și atei (14,42%)
     Musulmani (5,7%)
     Ortodocși (5,49%)
     Agnostici și sceptici (1,62%)
     Necunoscută (6,97%)
     Alte religii (1,34%)
Conform recensământului populației din anul 2011, orașul Pula avea 57.460 de locuitori. Din punct de vedere etnic majoritatea locuitorilor (70,14%) erau croați, existând și minorități de sârbi (6,01%), italieni (4,43%), bosniaci (3,5%) și albanezi (1,05%). Apartenența etnică nu este cunoscută în cazul a 2,26% din locuitori. Din punct de vedere confesional, majoritatea locuitorilor (64,46%) erau catolici, existând și minorități de persoane fără religie și atei (14,42%), musulmani (5,7%), ortodocși (5,49%) și agnostici și sceptici (1,62%). Pentru 6,97% din locuitori nu este cunoscută apartenența confesională.

## Personalități
- Karl Albrecht de Austria (1888 - 1951), arhiduce de Austria;
- Herman Potočnik (1892 - 1929), inginer aerospațial sloven;
- Wolf Aichelburg (1912 - 1994), scriitor, traducător, compozitor german, care a activat în România;
- Sergio Endrigo (1933 - 2005), cantautor italian;
- Gabriel Debeljuh (n. 1996), fotbalist croat.